# Moa Gammel
Moa Tuva Amanda Gammel Ginsburg, född 6 oktober 1980 i Stockholm, är en svensk skådespelare, författare och regissör.

## Biografi
Gammel medverkade som tolvåring i Pippi Långstrump på Dramaten i Stockholm. Hon filmdebuterade 1996 i Mikael Håfströms Skuggornas hus, arbetade även som fotomodell och studerade från 2005 parallellt till civilekonom med organisationsinriktning på Handelshögskolan. Som skådespelare fick hon sitt genombrott i Johan Brisingers Underbara älskade (2006). Hon har även medverkat i bland annat Sommaren med Göran (2009), tv-serier som Vita lögner (2000–2001) och Livet i Fagervik (2009), Puss (2010), filmerna om Irene Huss och Hemma (2013). Gammel har främst varit verksam inom film och tv. På teater har hon medverkat i bland annat pjäsen Sex i krogmiljö (2006), Pier Paolo Pasolinis Orgie (2007) på Teater Tribunalen och experimentella produktionen av Strindbergs Paria (2011) på Liljevalchs konsthall tillsammans med Malou von Sivers.
Under 2014 gjorde hon intervjuer med ett flertal kända kvinnliga skandinaviska kulturpersoner i den egna podden "Genier". Intervjuerna utgavs 2015 i bokform av Natur & Kultur.
2015 och 2017 spelade hon huvudrollen i Sveriges Televisions mystikserie Jordskott.
Våren 2017 debuterade hon som regissör, manusförfattare och berättare i Sveriges Radio P3s Ufo-podden, där material från olika arkiv om rapporterade UFO-observationer och oförklarliga händelser sammanställts till dramatiserade berättelser.
Hon blev konstnärligt utvecklingsansvarig på Sveriges Radio Drama i januari 2020.
Hösten 2020 debuterade hon som romanförfattare när hon gav ut romanen Gertrud, en pendang till Hjalmar Söderbergs pjäs med samma namn.
Moa Gammel är sedan 2015 gift med reklamformgivaren Victor Ginsburg Müller. Paret har en son, född 2016.

## Filmografi
- 1994 – Tre Kronor (TV-serie)
- 1994 – Bullen (TV-serie) (brevfilm om ensamhet)
- 1995 – Du bestämmer (TV-serie)
- 1996 – Skuggornas hus (TV-serie)
- 1999 – Sherdil
- 2000–2001 – Vita lögner (TV-serie)
- 2000 – Pusselbitar (TV-serie)
- 2000 – Labyrinten (TV-serie)
- 2000 – Brottsvåg (TV-serie)
- 2003 – Jesus från Hökarängen
- 2005 – Barn av vår tid
- 2006 – Underbara älskade
- 2007 – Ett gott parti (TV-serie)
- 2007 – Beck – Det tysta skriket
- 2007 – Teater Pseudo - Sex
- 2007 – Pyramiden
- 2007 – Ungdomens förfarare
- 2008 – Oskyldigt dömd (TV-serie)
- 2008 – Pälsen
- 2009 – Livet i Fagervik (TV-serie)
- 2009 – Sommaren med Göran
- 2010 – Att sträcka ut en hand
- 2010 – Juni
- 2010 – Lapland Odyssey
- 2010 – Napapiirin sankarit
- 2010 – Puss
- 2011 – Umeå4ever
- 2011 – Irene Huss - Den som vakar i mörkret
- 2011 – Irene Huss - Det lömska nätet
- 2011 – Irene Huss - En man med litet ansikte
- 2011 – Irene Huss - Tystnadens cirkel
- 2011 – Irene Huss - I skydd av skuggorna
- 2011 – Irene Huss - Jagat vittne
- 2012 – Prime Time
- 2013 – Hemma
- 2014 – Kärlek deluxe
- 2014 – Tommy
- 2015–2017 – Jordskott (TV-serie)
- 2020 – Breaking Surface
- 2023 – Jana – Märkta för livet (TV-serie)
- 2023 – En helt vanlig familj (TV-serie)
- 2025 – Åremorden (TV-serie)

## Teater
- 1992 – Pippi Långstrump (Annika)[12]